# Литвиненко Таїсія Порфирівна
Таїсія Порфирівна Литвиненко (27 серпня 1929 , Київ  — 9 вересня 2016 ) — радянська і українська кіноакторка.

## Біографія
Народилася 27 серпня 1929 р. у Києві в родині службовця.
Вчилась у драматичній студії МХАТ (1953—1956), закінчила Київський інститут театрального мистецтва ім. Карпенка-Карого (1957).
У 1957—1966 р.р. — акторка Київської кіностудії ім. Довженка.
У 1966—1989 р.р. — акторка Московського Театру-студії кіноактора.

## Фільмографія
- «Круті сходи» (1957, Олена Чернова)
- «НП. Надзвичайна подія» (1958, Рита Воронькова)
- «Небо кличе» (1959, Лєна)
- «Повія» (1961)
- «У мертвій петлі» (1962)
- «Ракети не повинні злетіти» (1964)
- «Міміно» (1977, секретарка) та ін.